# Seth Michael Franzén
Seth (Zackarias) Michael Franzén, född 28 maj 1816 i Kumla socken, död 10 april 1897 i Marma, var en svensk trävaruhandlare och skeppsredare.

## Biografi
Franzén föddes i Kumla socken i Närke som son till skalden och biskopen Frans Michael Franzén och hans maka Sofia Kristina Wester (1780–1829). Han hade åtminstone två systrar, Fanny och Charlotta som var båda gifta med Johan Carl Kempe, och fyra bröder. Han utbildade sig i hos sina farbröder i Uleåborg till handelsman.
Den 28 november 1844 flyttade Franzén från Härnösand till Prästbordet i Skellefteå och den 27 december 1846 gifte han sig med kusinen Fransiska (Fanny) Charlotta Franzén (1821–1851) från Brahestad. I äktenskapet föddes tre barn: Fransiska (f. 1848) som avled dagen efter födseln, Frans Zacharias (1849–1925) och Seth Johan (f. 1850). Makan avled kort efter sista sonens födelse och kort därefter avled även pojken. 
Franzen köpte Strömsörs herrgård 1848 och var bosatt där till 1857. Därefter gick flytten till Brunnsgården, där han bodde i några år.

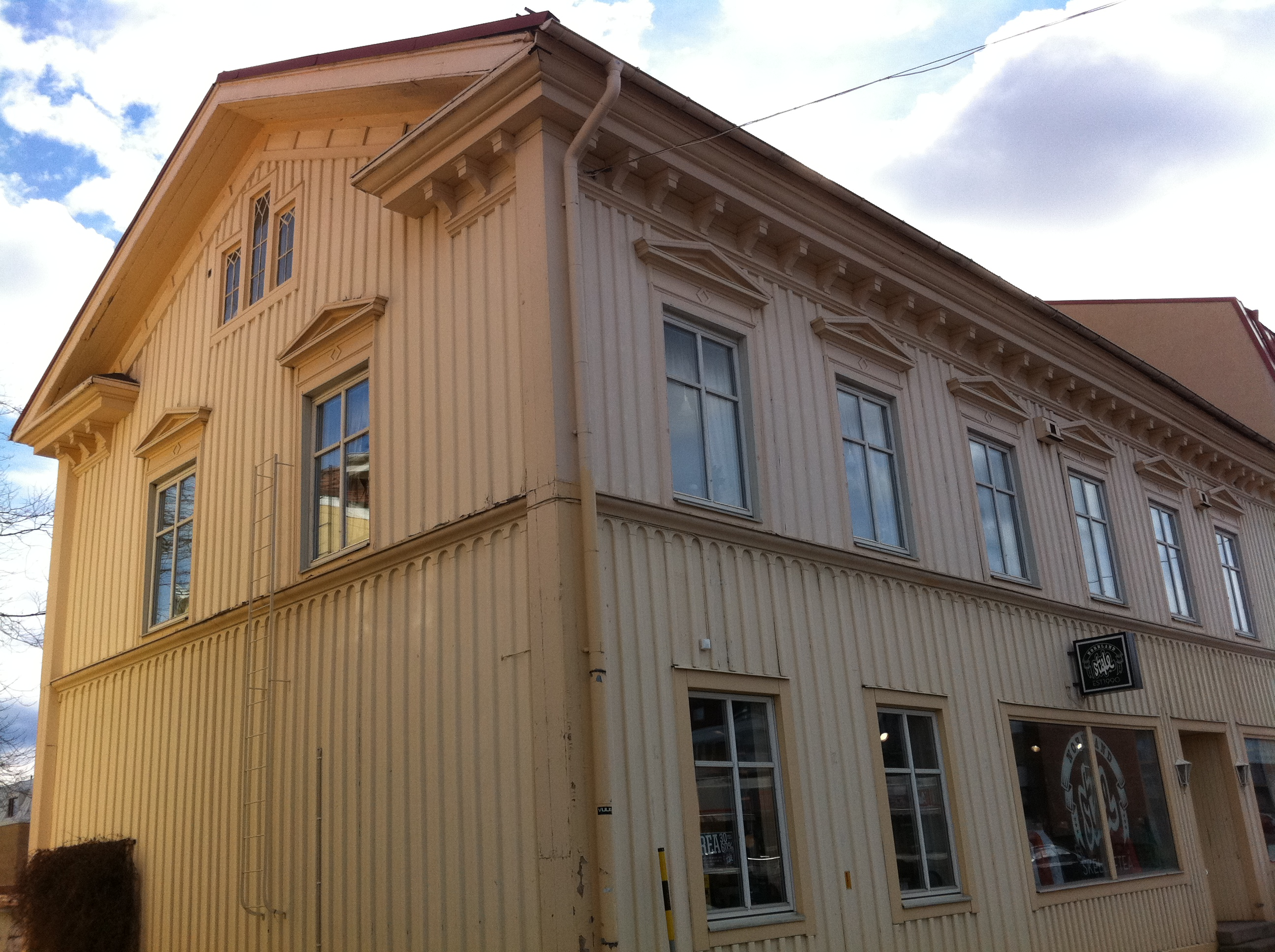
Västra gathuset på Storgatan uppfördes 1848 av Franzén. Byggnaden förlängdes och byggdes på 1876 och förlängdes mot väster 1914. Huset har timmerstomme och övervåningens fasad är rikt dekorerad med konsolfris under takfoten och fönster kornischer. Fasaden har locklistpanel, vilket ansågs mera lantligt än kälspont.

Efter att makan avlidit 1851 anlitade han fröken Maria Häggström för att sköta hans hus och uppfostra hans son. Häggström erhöll därefter en gård på Brännan som belöning för lång och trogen tjänst. Franzén lämnade Skellefteå 1863, då som en förmögen man. Han bosatte sig på ett gods i Huddinge.
På äldre dagar hamnade han på obestånd, vilket tog honom hårt. Han avled i Uppland den 10 april 1897. Han är begravd på kyrkogården vid Skellefteå landsförsamlings kyrka. På den murade graven finns följande inskription: "Consul S. Franzéns graf. Där vilar makan i sin bruddräkt och de späda barnen".

## Karriär
Franzen inledde sin karriär som handelsman. Han vistades från åtminstone 1830-talet i franska, engelska och amerikanska handelsstäder. Främst handlade han med trävaror. Dessutom var han rysk vicekonsul. Efter att han köpt Strömsörs herrgård 1848 drev han även gårdens varv, Strömsörs varv fram till 1857. Han investerade i flera skepp, däribland Skellefteå (1853) och Zackarias (1855). Båda byggda av Nicanor Sandström.
Den 28 november 1849 utsågs Franzén till Skellefteå stads första ordningsman och 1855 och utsågs han, jämte fem andra, till stadens första äldste. Samma år grundade han Skellefteå bryggeribolag, från 1893 Skellefteå ångbryggeri. Verksamheten var i drift till 1976. Efter flytten till Huddinge drev han verksamhet på sitt gods Balingsta gård.
Efter att han avvecklat intressena i Skellefteå var han med och startade upp det som senare blev Mo och Domsjö AB, numer Holmen.